# بائوباب گراندیدیه
بائوباب غول‌پیکر یا بائوباب گراندیدیه (نام علمی: Adansonia grandidieri) بزرگترین و معروف‌ترین شش گونه آدانسونیا در ماداگاسکار است. این گیاه بومی جزیره ماداگاسکار است و به واسطه مورد تجاوز قرار گرفتن حریم آن توسط اراضی کشاورزی، در معرض خطر قرار دارد. بائوباب گراندیدیه دارای تنهٔ برجسته و ستبر، استوانه‌ای، بلند و ضخیم می‌باشد که حداقل ارتفاع آن سه متر است و پوست آن هم، پوستی صاف و خاکستری مایل به قرمز است. این گونه از بائوباب‌ها می‌توانند تا ارتفاع ۲۵ تا ۳۰ متر (۸۲ تا ۹۸ فوت) هم رشد نمایند. نام این گیاه برگرفته از اسم آلفرد گراندیدیه کاوشگر و تاریخ‌دان طبیعی فرانسوی است.
بائوباب غول‌پیگر میان ماه مه تا اوت میلادی شکوفه می‌دهد. این درخت توسط جانوران و پستانداران شب‌زی مانند لمور چنگال‌نشان و برخی حشرات از خانوادهٔ قوش‌بیدان، گرده‌افشانی می‌نماید. لمورها معمولاً در قسمت برگ‌های چتری درخت به جنب‌وجوش می‌پردازند و پوزه‌های خود را وارد گل‌ها و شکوفه‌های سفید درخت می‌نمایند تا شهد آن را لیس بزنند و در نتیجه، گرده‌ها به پوزه، صورت و بدن لمورها چسبیده و با جابجایی بر روی سایر درخت‌ها، باعث انتقال گرده‌ها و کمک به پروسه گرده‌افشانی می‌گردند. این گونه از درخت در ماه نوامبر و دسامبر میوه می‌دهد. برخلاف بائوباب‌های آفریقا و استرالیا، به نظر می‌رسد که دانه‌های خوشمزهٔ میوه این درخت توسط حیوانات پراکنده نمی‌شوند. لمورها تنها حیوانات زندهٔ ماداگاسکار هستند که می‌توانند نقش پراکنش بذرها و دانه‌ها را بر عهده داشته باشند.

## نگارخانه

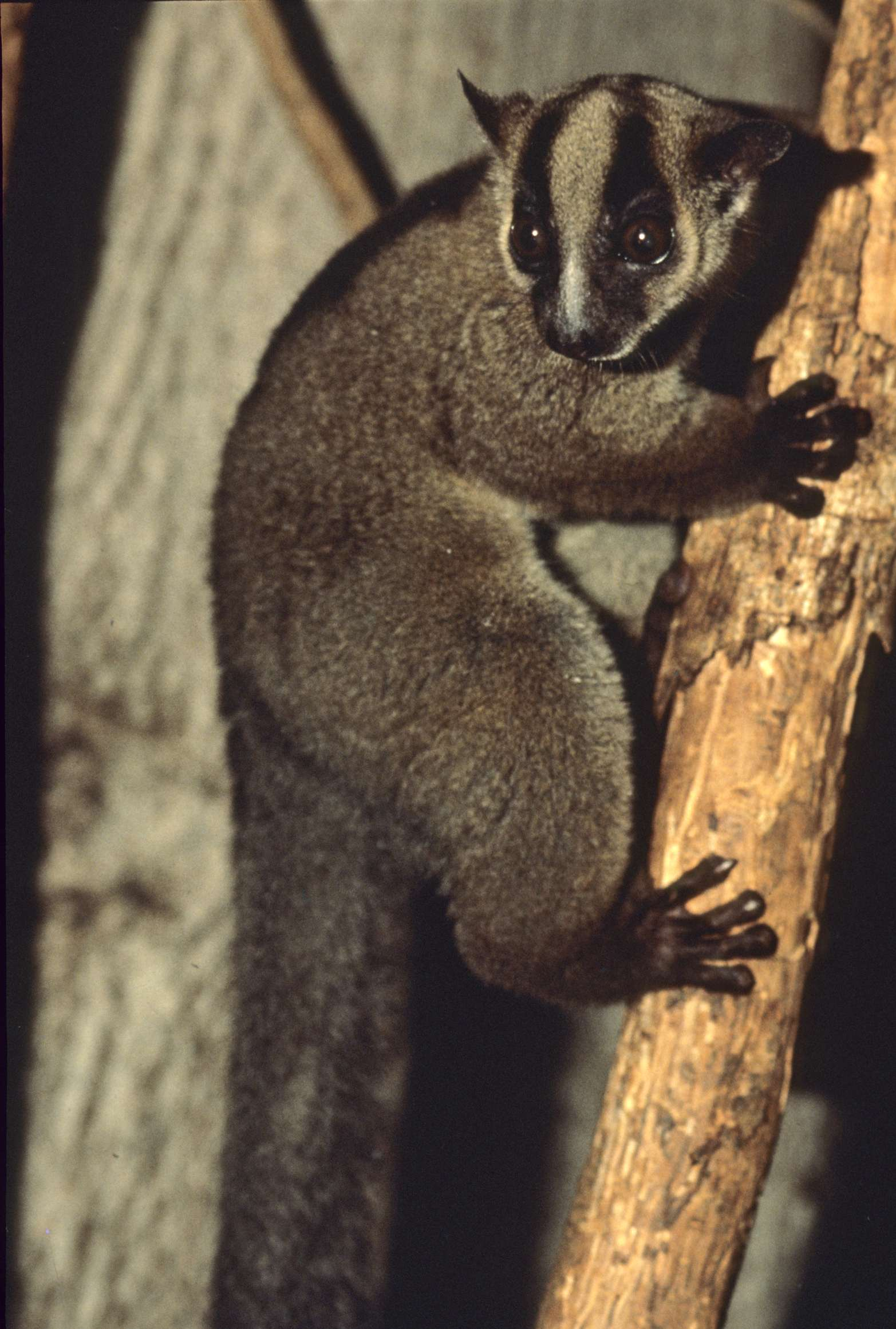
لمور چنگال‌نشان نقش بسزایی در گرده‌افشانی بائوباب غول‌پیکر ایفا می‌نماید
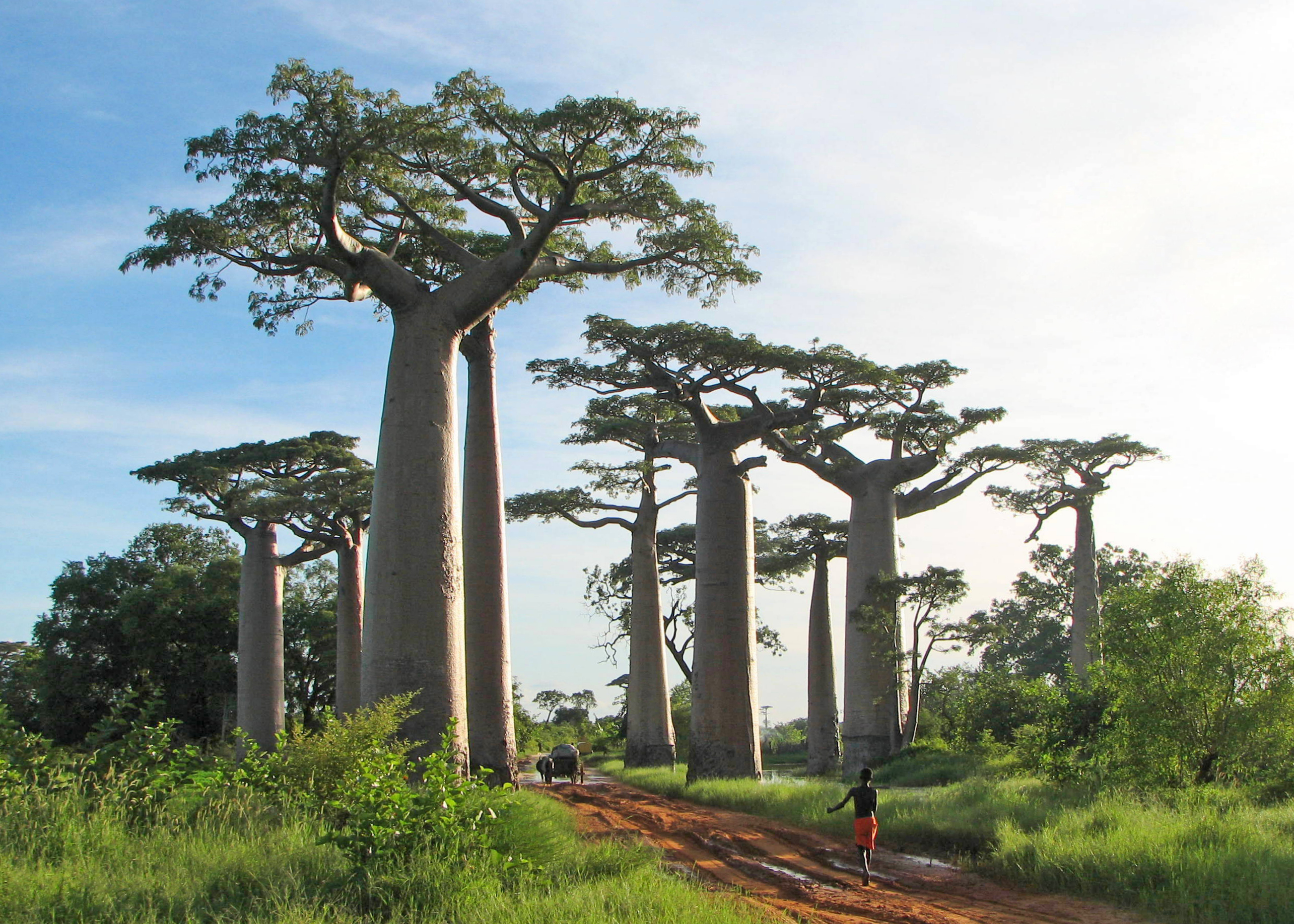
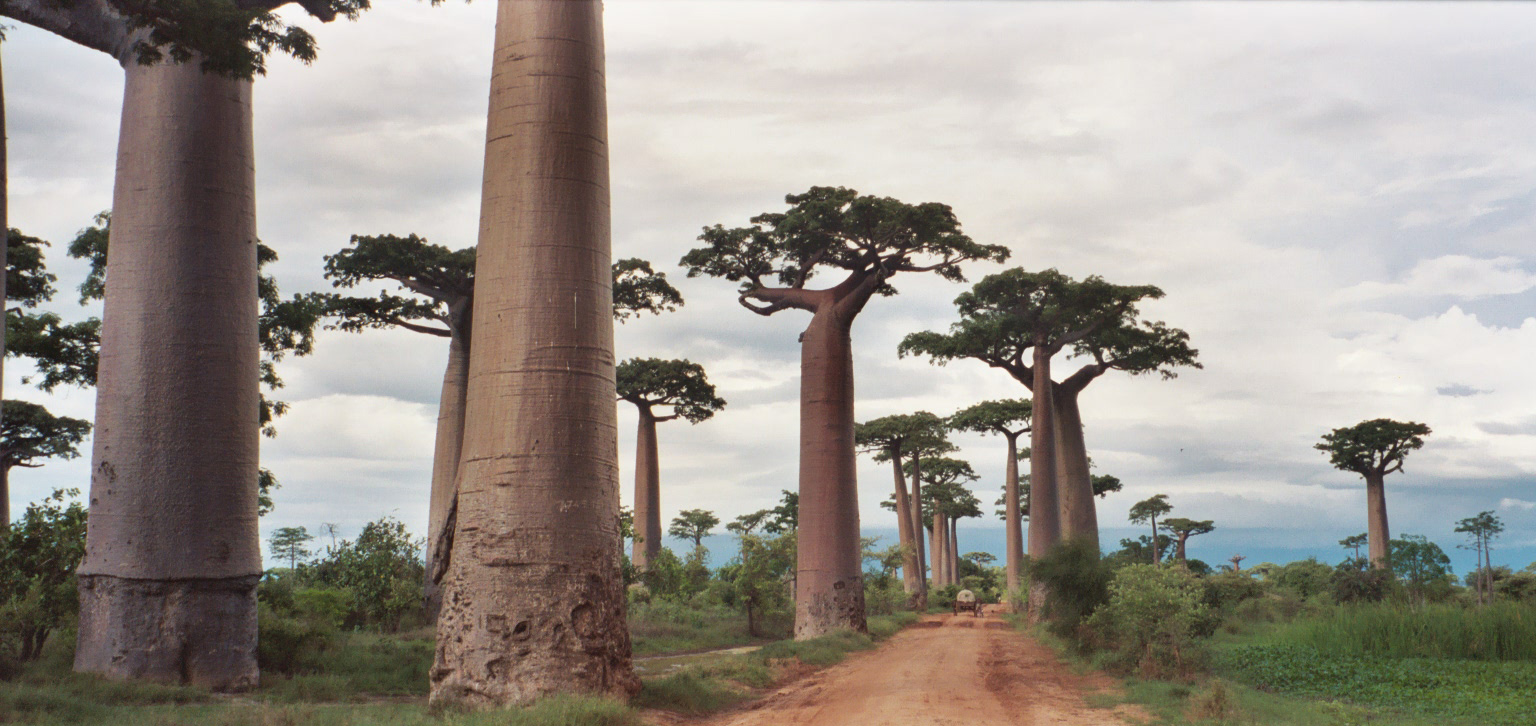
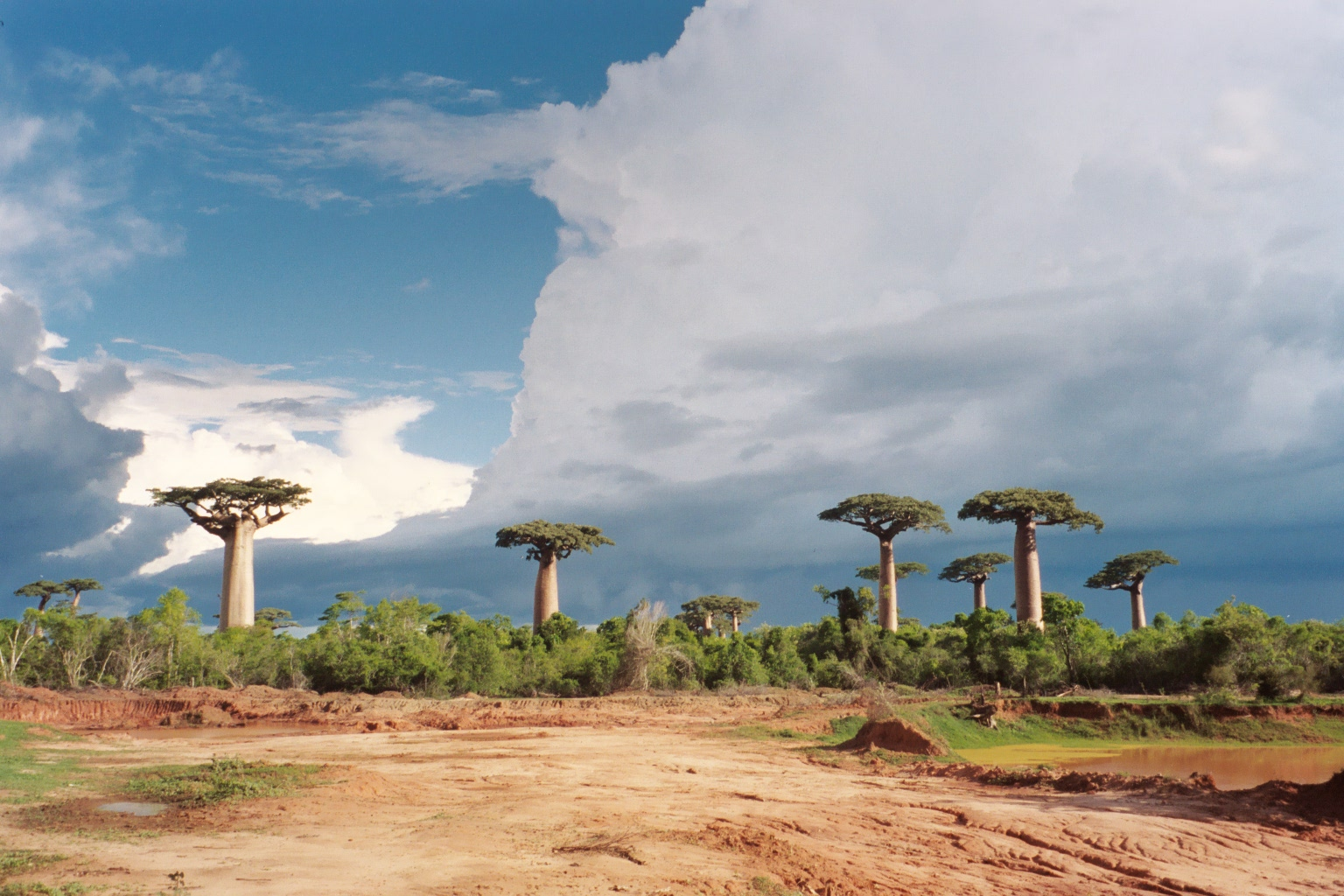
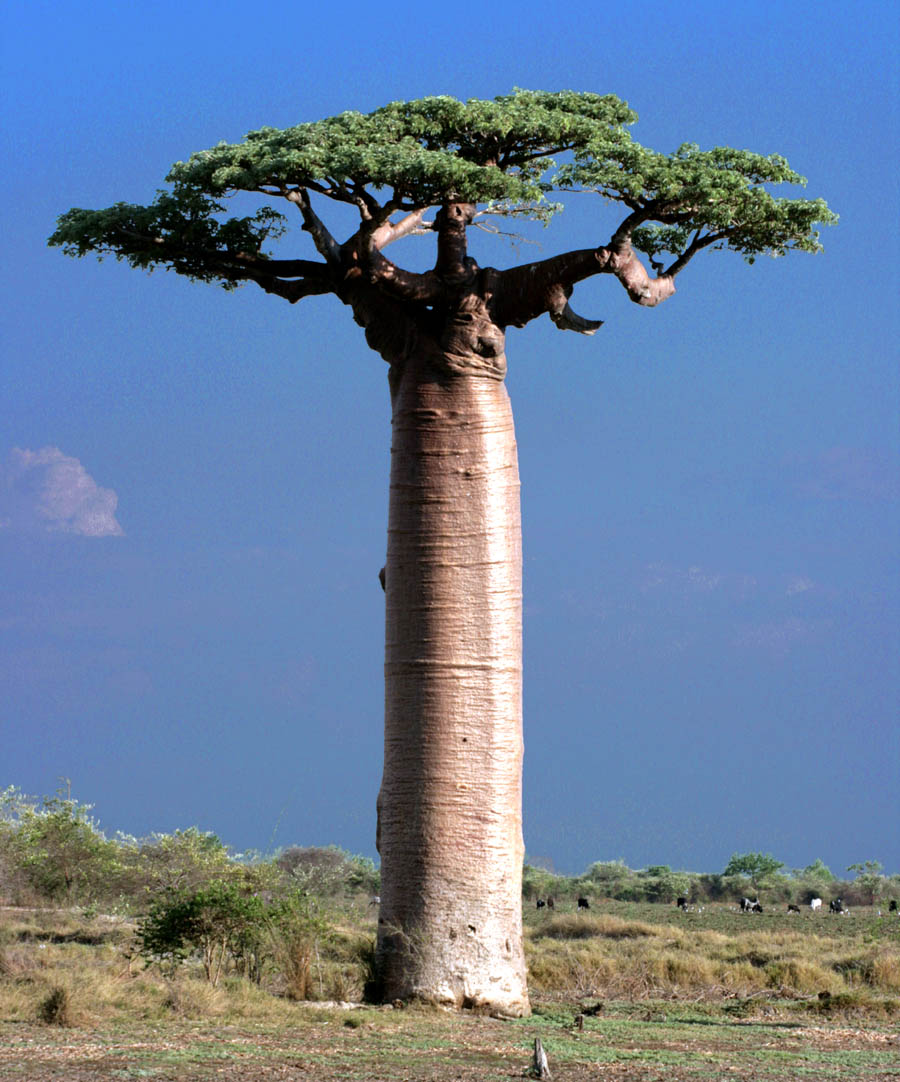
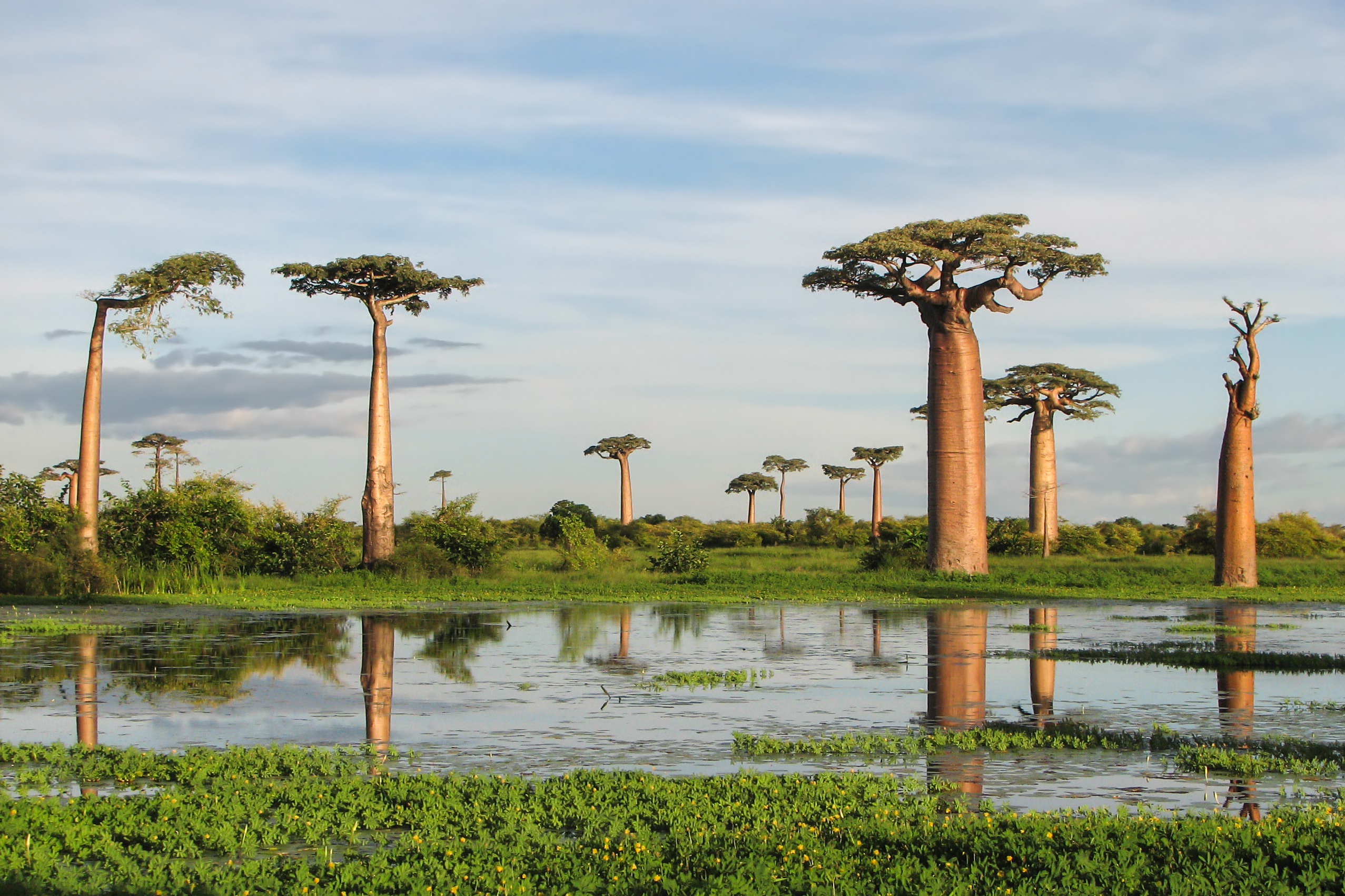
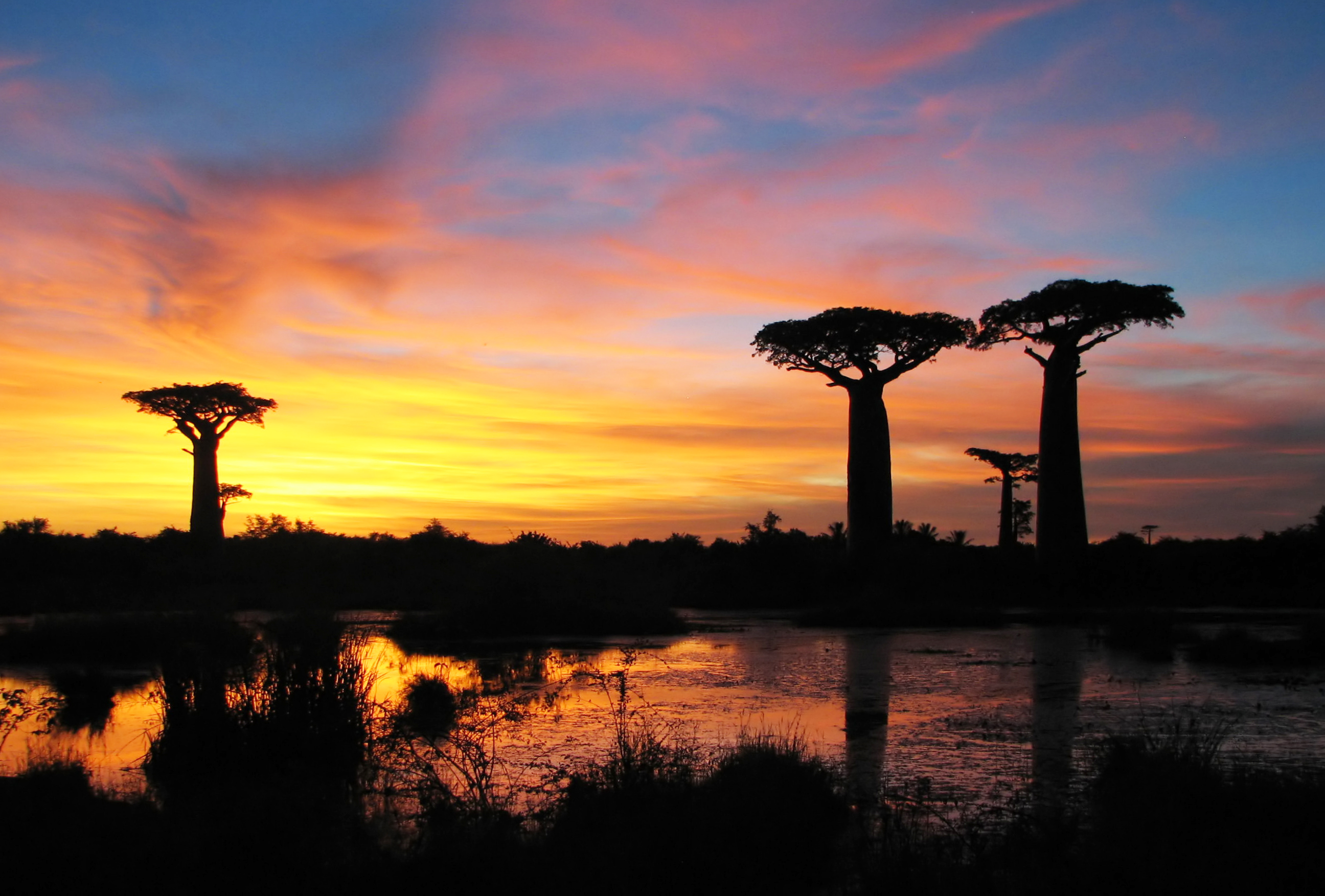